# Chen Zhen (dinastia Han)
|  | Per altres persones anomenades igual, vegeu Chen Zhen. |

En aquest nom xinès, el cognom és Chen.
Chen Zhen (mort el 235 EC), nom estilitzat Xiaoqi (孝起), va ser un ministre servint sota el senyor de la guerra Liu Bei durant el període de la tardana Dinastia Han Oriental de la història xinesa. Chen originalment va servir sota Yuan Shao. En l'època en què Liu Bei es refugiava sota Yuan Shao, Chen va ser l'encarregat de lliurar una carta Liu a Guan Yu. Quan Liu es convertí en governador de la Província de Jing, Chen va ser cridat a servir una vegada més sota Liu.